# اوا نیمان
اوا نیمان (اوکراینی: Єва Нейман؛ زادهٔ ۲۱ ژوئن ۱۹۷۴) کارگردان فیلم اهل اوکراین است.